# Autobus Roku

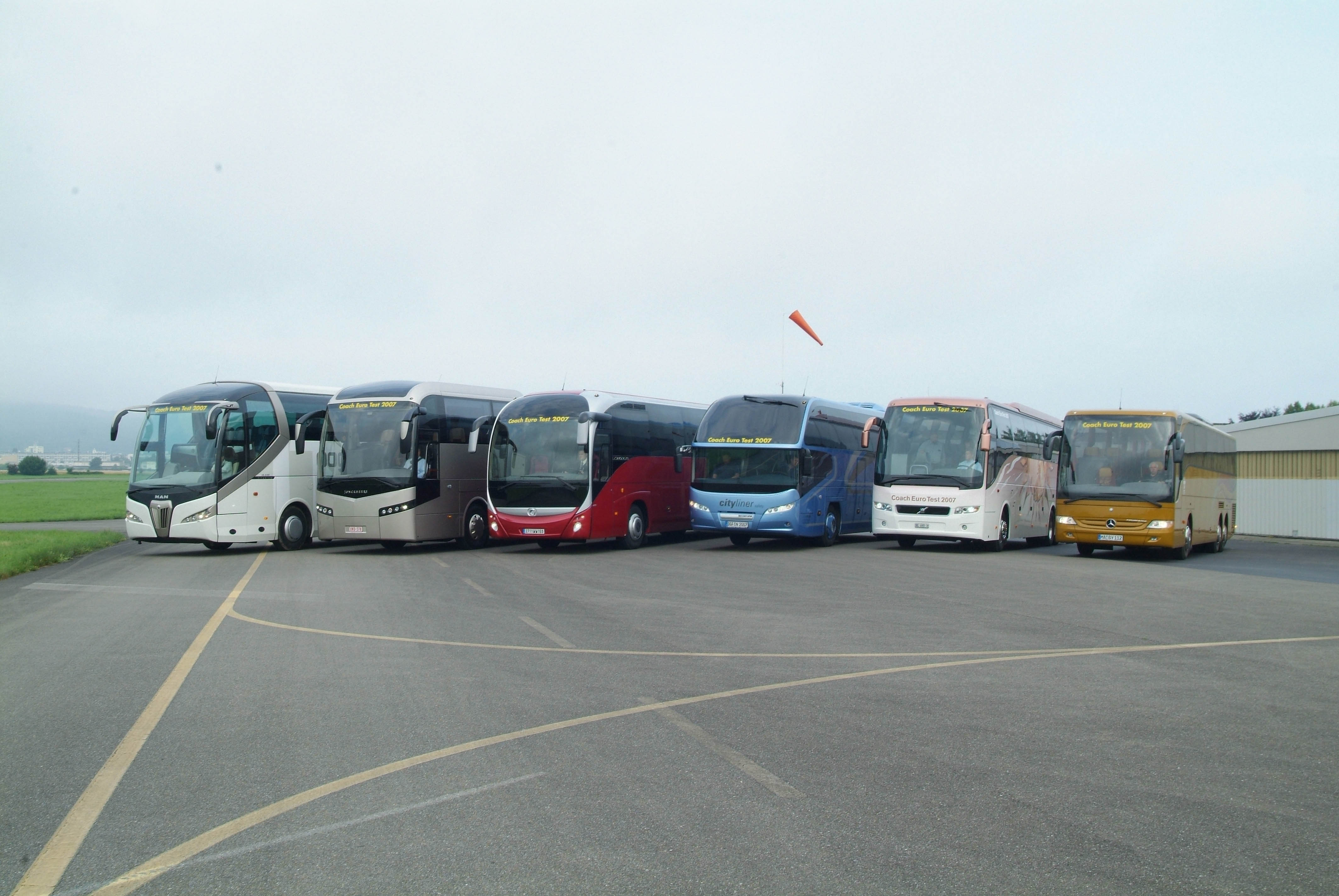
Coach Euro Test 2007 do tytułu Coach of the Year 2008 w Zurychu

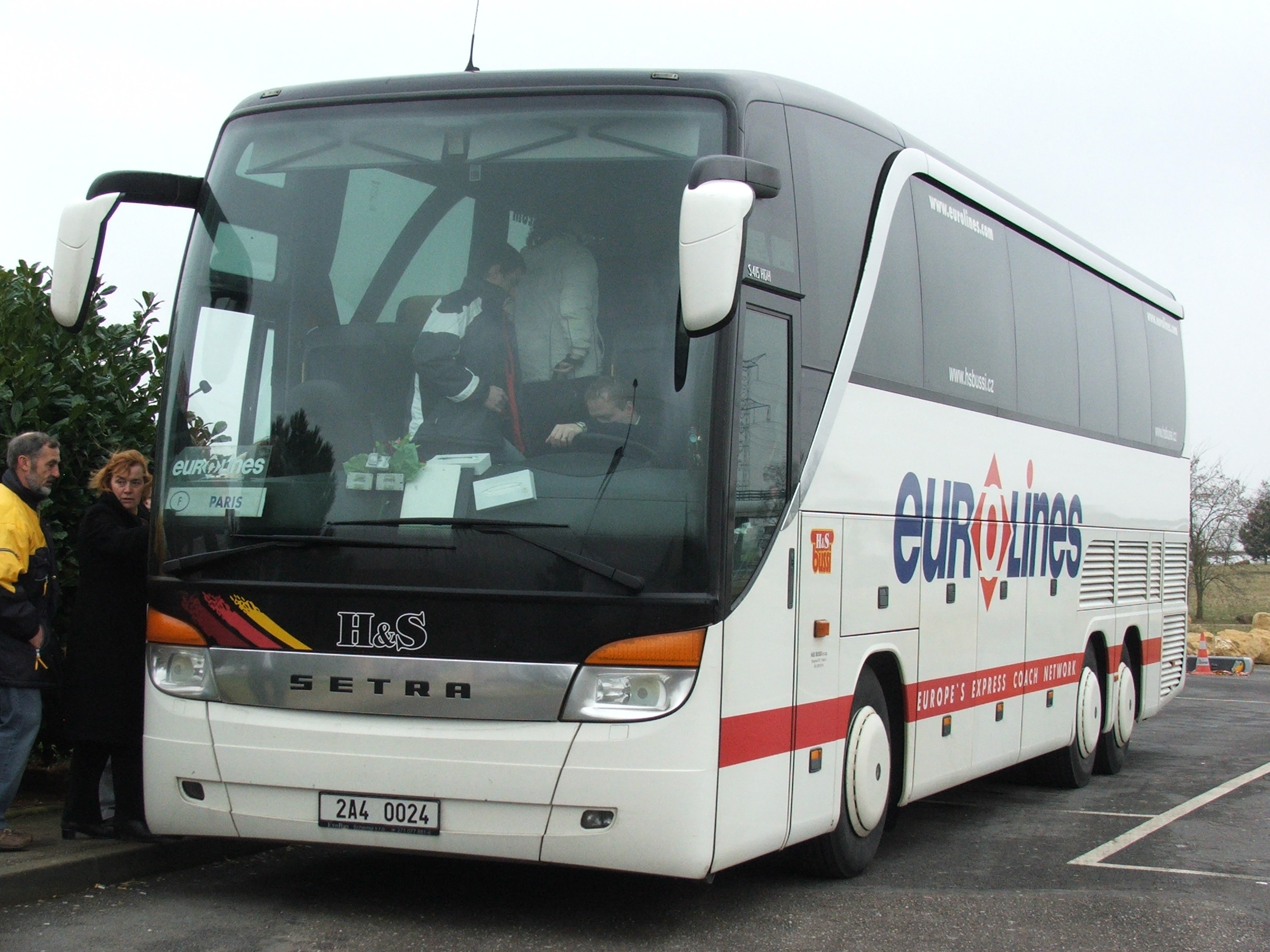
Setra S 415 HDH, Coach of the Year 2002

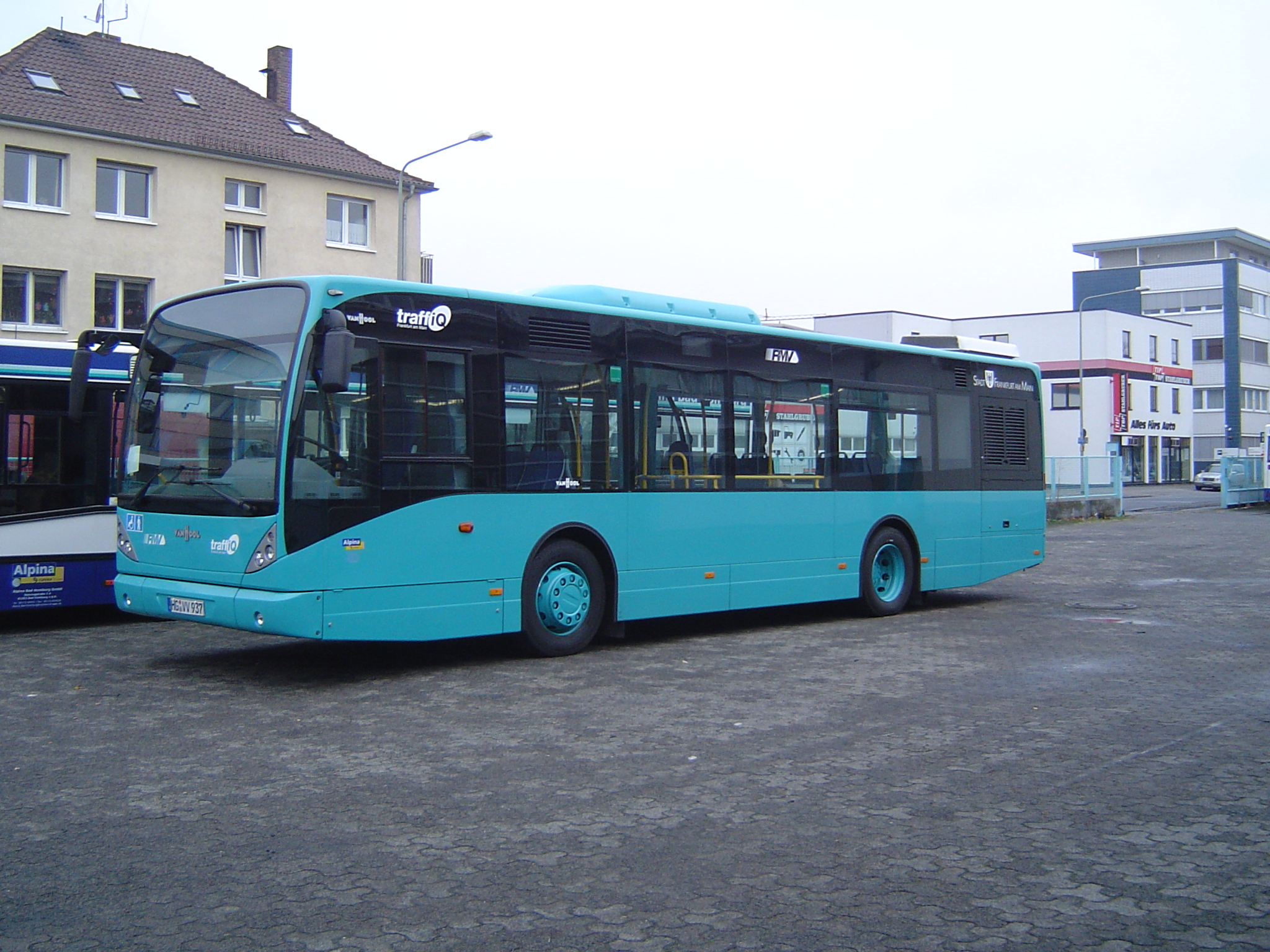
Van Hool newA330, Bus of the Year 2003

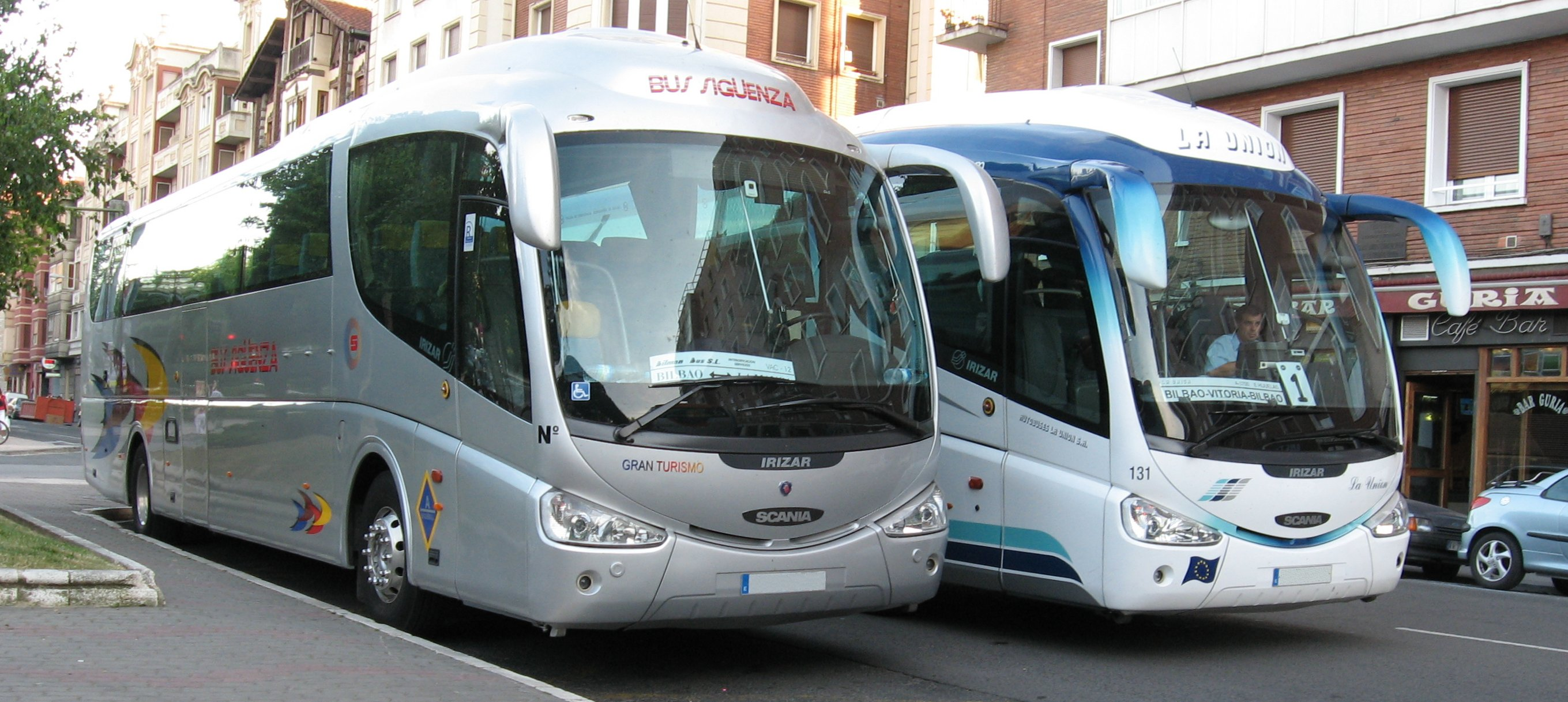
Scania-Irizar K124 PB, Coach of the Year 2004

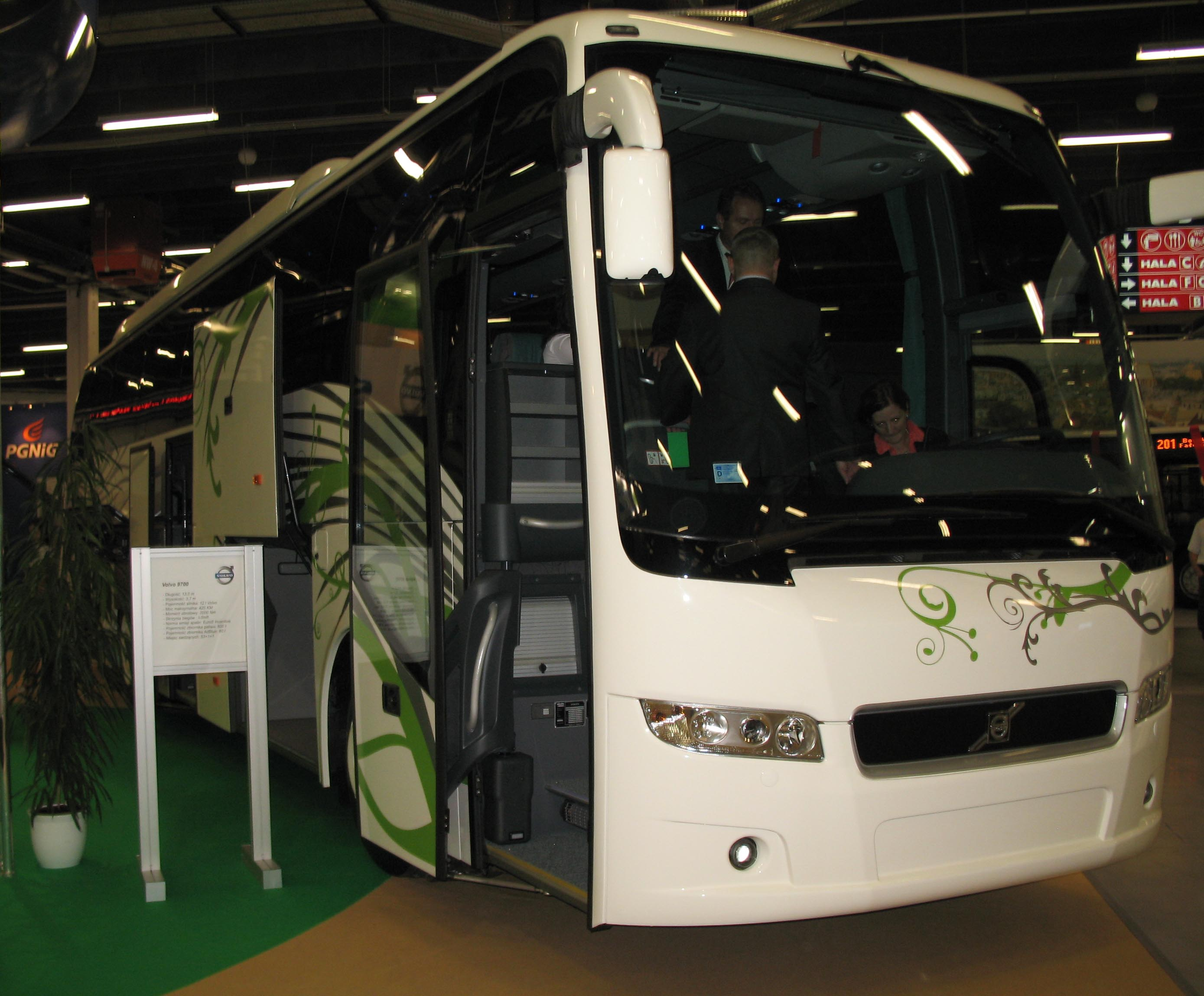
Volvo 9700 6x2, Coach of the Year 2008

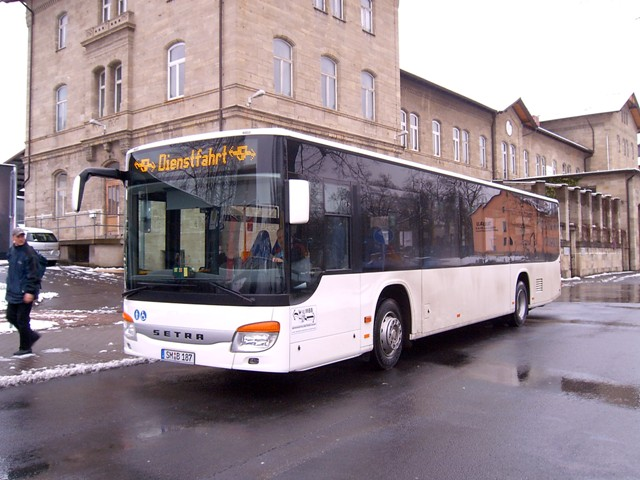
Setra S 415 NF, Bus of the Year 2009

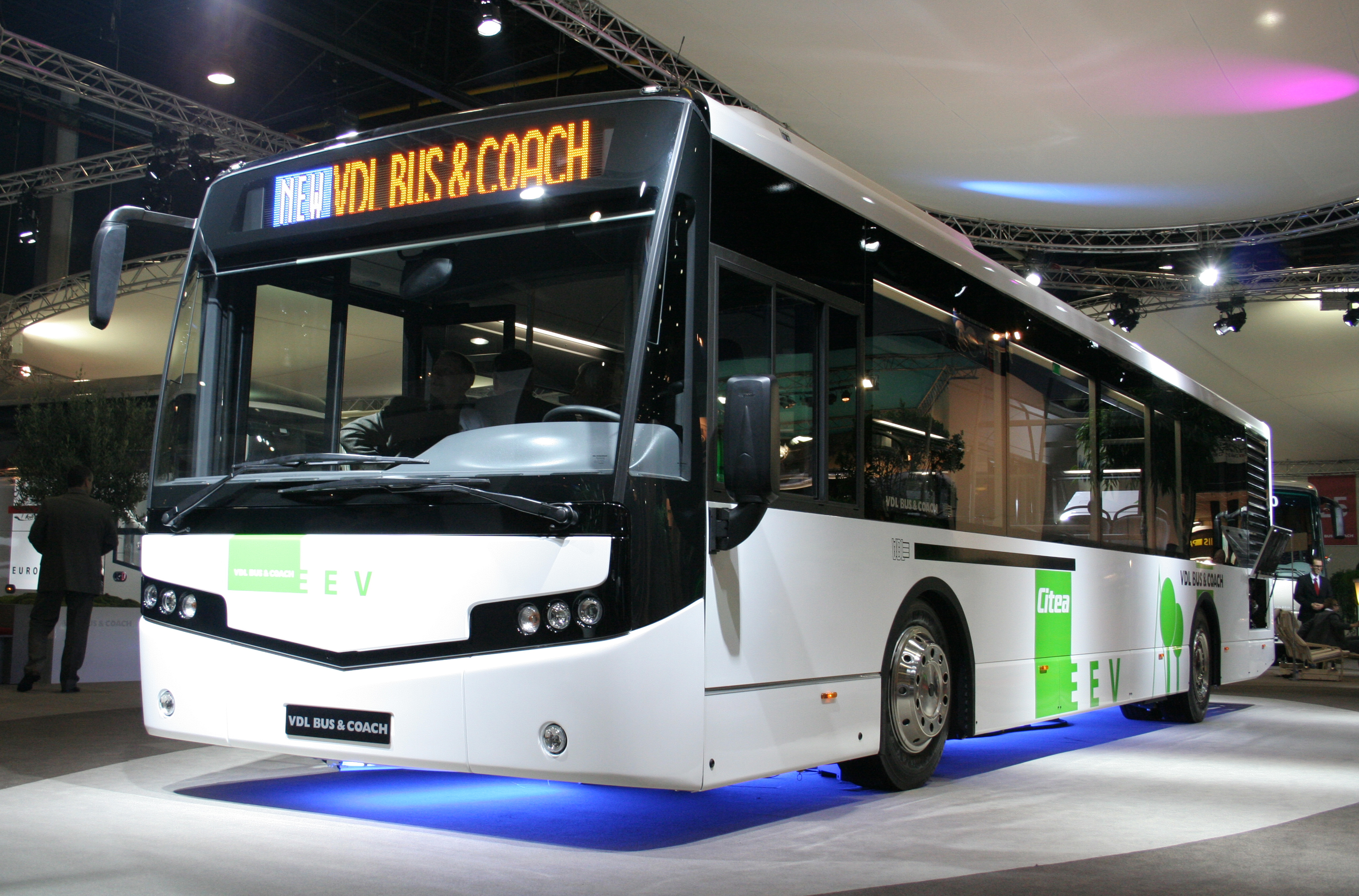
VDL Citea CLF 120, Bus of the Year 2011

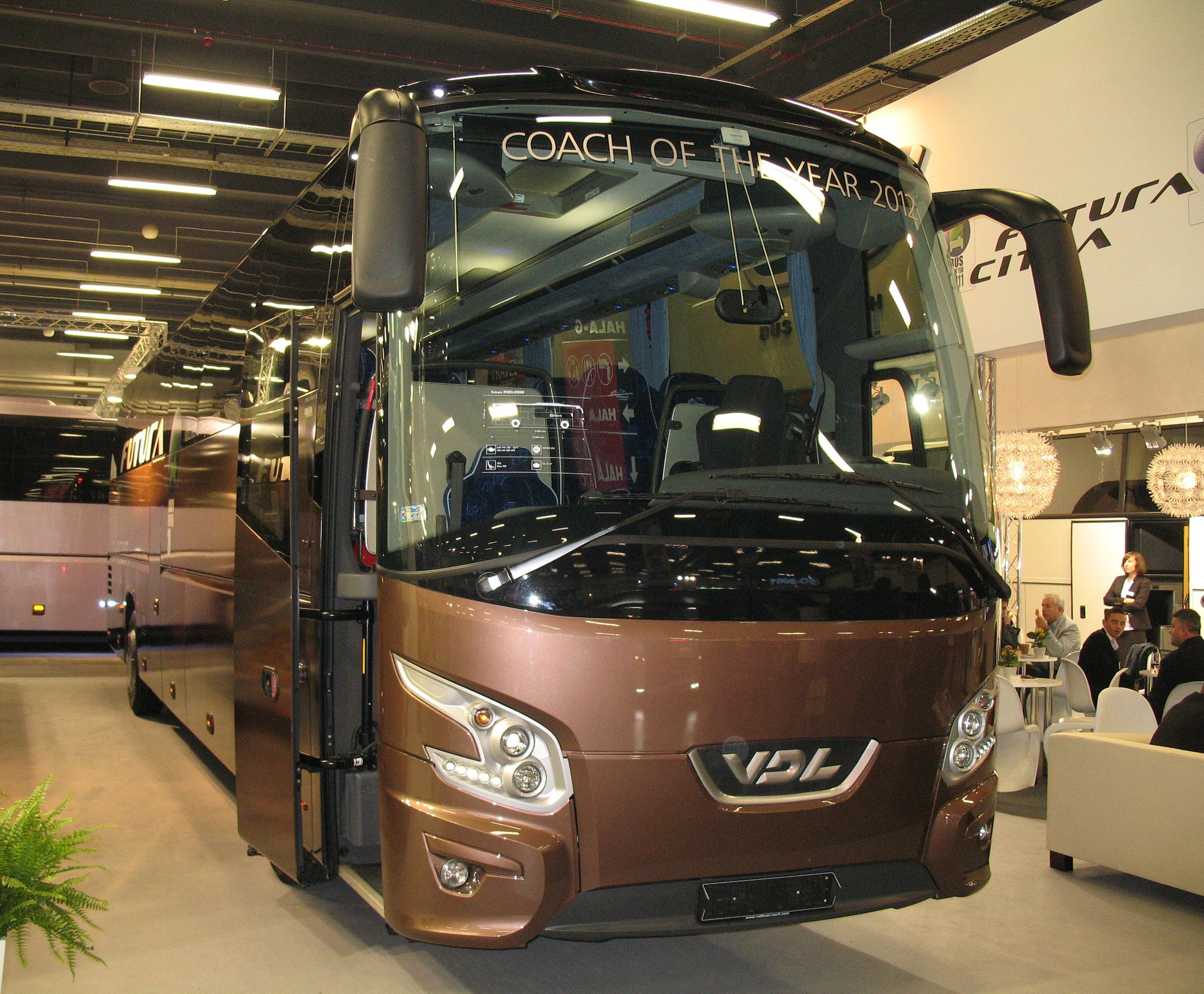
VDL Futura FHD2-129.410, Coach of the Year 2012

Autobus Roku, Autokar Roku (ang. Bus & Coach of the Year, Bus of the Year, Coach of the Year) – europejski konkurs na najlepszy autobus lub autokar roku, odbywający się od 1989 roku. Pojazd wygrywający ten konkurs otrzymuje tytuł na rok następny. Początkowo konkurs dotyczył jednocześnie zarówno autobusów, jak i autokarów. Od 1997 roku konkursy na najlepszy autobus i autokar zostały rozdzielone i odbywają się co dwa lata naprzemiennie. Tytuły konkursu podawane są czasem, zwłaszcza w ostatnich latach, z dodaniem na początku słowa „Międzynarodowy” (ang. International).
Swoje własne konkursy pod takimi lub podobnymi nazwami mogą również przeprowadzać organizacje motoryzacyjne lub czasopisma specjalistyczne w wielu krajach. Bus Of The Year 2025 Wygrał Solaris Urbino 18 Hydrogen

## Historia konkursu
Konkurs rozpoczął się w 1989 roku. Jego organizatorem jest organizacja Association of Commercial Vehicle Editors (ACE), zrzeszającą europejskich wydawców czasopism branży samochodów użytkowych, w tym branży autobusowej. W jej ramach odpowiada za niego Grupa Robocza „Bus & Coach of the Year”.
Tytuł nadawany jest jesienią danego roku, a obowiązuje przez cały następny rok. Oznacza to że np. tytuł Coach of the Year 2008 zdobyty został jesienią 2007 roku.
W latach 1989–1993 (tytuły od 1990 do 1994) wybierano najlepszy autobus ze zgłoszonych do konkursu, niezależnie od jego typu. Pierwszy konkurs wygrał przedstawiciel krótszej odmiany miejskich autobusów Neoplan Metroliner MIC. W następnych latach zwyciężały jedynie autokary. Dlatego tytuły za lata 1995 i 1996 przyznawano równocześnie w kategorii autobusów miejskich oraz turystycznych.
Od 1996 roku (tytuł 1997) międzynarodowe jury wybiera naprzemiennie autobus miejski (Bus of the Year) i turystyczny (Coach of the Year) roku. W ciągu 10 lat ukształtowała się praktyka przyznawania tytułu Autobusu Roku podczas targów FIAA w Madrycie lub międzynarodowej wystawy pojazdów użytkowych IAA w Hanowerze. Z kolei tytuł najlepszego Autokaru Roku przyznawany jest w pierwszym dniu autobusowych targów „Busworld” w belgijskim Kortrijk. Konkurs o tytuł Bus of the Year przeprowadza się w latach parzystych, a konkurs o tytuł Coach of the Year w latach nieparzystych. Od konkursu Coach of the Year 2006 punktacja nie jest podawana do publicznej wiadomości, podaje się jedynie zwycięzcę konkursu.
W ostatnich latach do konkursu o tytuł najlepszego autobusu mogły przystąpić autobusy miejskie i regionalne o długości powyżej 10 m, z niską lub średnią podłogą, wyposażone w silniki Euro 4 lub Euro 5, których premiera nastąpiła nie później niż w ciągu ostatnich dwóch lat.
Wiosną przeprowadzane są testy eksploatacyjne (zwane „Bus Euro Test” bądź „Coach Euro Test”) pojazdów zakwalifikowanych do konkursu. Przejeżdżą się w ich trakcie kilkadziesiąt kilometrów w zróżnicowanych warunkach. W ramach testów zwraca się uwagę na takie cechy jak: przyspieszenie ze startu zatrzymanego do prędkości 60 km/h, drogę i czas hamowania z prędkości 60, 40 i 20 km/h, prędkość osiągniętą po przejechaniu 200 metrów ze startu zatrzymanego, zużycie paliwa przy prędkości 60 km/h i w cyklu miejskim oraz poziom hałasu we wnętrzu pojazdu na postoju i podczas jazdy ze stałą prędkością 30, 50 i 70 km/h. Podczas badań precyzyjnie mierzy się również zużycie paliwa. Do testów autobusy są obciążane balastem zastępującym pasażerów.
Do konkursu zgłaszane są czasem kolejne wersje (których pełną nazwę nie zawsze udało się ustalić) lub generacje autobusów sprzedawanych pod tą samą nazwą. Te ostatnie w tabelach zaznaczone są stosowną liczbą rzymską.
W 2016 roku po raz pierwszy w historii konkursu tytuł Bus of The Year przyznany został autobusowi elektrycznemu – Solaris Urbino 12 electric. To pierwszy polski producent mogący pochwalić się tą nagrodą.

## Skład jury
Jury konkursu od początku składało się z kilkunastu dziennikarzy z krajów europejskich. Reprezentują oni redakcje czasopism specjalistycznych zajmujących się autobusami. Zasadą jest, że dany kraj reprezentuje z prawem głosu jedynie jeden dziennikarz. W połowie lat 90. w skład jury wchodziło 13 dziennikarzy. W późniejszym czasie skład ten poszerzono o przedstawicieli kolejnych krajów, w tym Polski (od 2003 r.). Obecnie jest ich 17. Jest również kilku jurorów honorowych bez prawa głosu.
Jurorzy reprezentują m.in. następujące kraje i redakcje specjalistycznych czasopism motoryzacyjnych:
| Lp. | Państwo         | Czasopismo                        |
| --- | --------------- | --------------------------------- |
| 1.  | Austria         | „Ostrreichischer Personenverkehr” |
| 2.  | Belgia          | „Transporama”                     |
| 3.  | Bułgaria        | KAMIONI, Avtobusi spl.            |
| 4.  | Dania           | „Trans Inform”                    |
| 5.  | Finlandia       | „Auto, Teknikka ja Kuljetus”      |
| 6.  | Francja         | „Bus & Car”                       |
| 7.  | Grecja          | „Trokoy Kai Tir”                  |
| 8.  | Hiszpania       | „Autobuses & Autocares”           |
| 9.  | Holandia        | „Nederlands Vervoer”              |
| 10. | Niemcy          | „Omnibusrevue”                    |
| 11. | Norwegia        | „Transportforum”                  |
| 12. | Polska          | „Autobusy TEST”                   |
| 13. | Szwajcaria      | „TIR Transnews”                   |
| 14. | Szwecja         | „i Trafik” lub „Trafik Forum”     |
| 15. | Wielka Brytania | „Bus & Coach Buyer”               |
| 16. | Włochy          | „Pullman”                         |
| 17. | Chorwacja       | Kamion&BUS                        |
| 18. | Irlandia        | Fleet Bus and Coach               |
| 19. | Rumunia         | Tranzit / Persons Transportation  |

## Wyniki konkursu

### Autobus i Autokar Roku (Bus & Coach of the Year)
| Rok  | Jurorzy | 1. miejsce                                            | Pkt. | 2. miejsce                  | Pkt. | 3. miejsce     | Pkt. |
| ---- | ------- | ----------------------------------------------------- | ---- | --------------------------- | ---- | -------------- | ---- |
| 1990 |         | Neoplan Metroliner N8000 MIC (bus)                    |      |                             |      |                |      |
| 1991 |         | Renault FR1 GTX (coach)                               |      | EOS                         |      |                |      |
| 1992 |         | Mercedes-Benz O404 (coach)                            |      |                             |      |                |      |
| 1993 |         | Setra S 315 HDH (coach)                               | 56   | Van Hool AG300              | 28   | Volvo B12-10   | 11   |
| 1994 |         | MAN Lion’s Star FRH 422 (coach)                       | 34   | Iveco EuroClass             | 18   | Volvo B12      | 9    |
| 1995 |         | Neoplan Metroshuttle N4114 DES (bus)                  |      |                             |      |                |      |
| 1995 | 12      | Iveco EuroClass HD (coach)                            | 60   | Volvo B10L                  | 24   | Setra S 250    | 14   |
| 1996 |         | Setra S 315 NF (bus)                                  |      | Mercedes-Benz O405 GNTD     |      | Renault Agora  |      |
| 1996 | 13      | Volvo B12-600 (Drögmöller Euro Comet E 330 H) (coach) | 42   | Mercedes-Benz O350 Tourismo | 33   | Irizar Century | 10   |

### Autobus Roku (Bus of the Year)
| Rok  | Jurorzy | 1. miejsce                         | Pkt. | 2. miejsce                       | Pkt. | 3. miejsce                 | Pkt. |
| ---- | ------- | ---------------------------------- | ---- | -------------------------------- | ---- | -------------------------- | ---- |
| 1997 |         | Setra S 315 NF                     |      |                                  |      |                            |      |
| 1999 | 13      | MAN NL 263                         | 50   | Mercedes-Benz Citaro             | 39   | Iveco CityClass 491.12.27  | 34   |
| 2001 |         | Mercedes-Benz Cito                 | 49   | Hispano Habit                    | 31   | Volvo 7000                 | 25   |
| 2003 |         | Van Hool A330                      | 32   | Mercedes-Benz Citaro L           | 27   | Volvo 8700 LE              | 18   |
| 2005 | 15      | MAN Lion’s City                    | 53   | Solaris Urbino 12 (II generacja) | 52   | Volvo 7700                 | 36   |
| 2007 | 15      | Mercedes-Benz Citaro LE Ü          | –    | MAN Lion’s Regio                 | –    | VDL Berkhof Ambassador 200 | –    |
| 2009 | 19      | Setra S 415 NF                     | –    |                                  | –    |                            | –    |
| 2011 | 19      | VDL Citea CLF 120                  | –    |                                  | –    |                            | –    |
| 2013 | 19      | Mercedes-Benz Citaro 2 Euro 6      | –    |                                  | –    |                            | –    |
| 2015 | 19      | MAN NG313-18,75 Lion’s City GL CNG | –    |                                  | –    |                            | –    |
| 2017 | 20      | Solaris Urbino 12 electric         |      |                                  |      |                            |      |
| 2019 | 20      | Mercedes-Benz Citaro hybrid        |      |                                  |      |                            |      |
| 2021 | 20      | Irizar ie                          |      |                                  |      |                            |      |
| 2023 |         | MAN Lion's City 12 E               |      |                                  |      |                            |      |
| 2024 |         | Solaris Urbino 18 hydrogen         |      |                                  |      |                            |      |

### Autokar Roku (Coach of the Year)
| Rok  | Jurorzy | 1. miejsce                                                 | Pkt. | 2. miejsce                      | Pkt. | 3. miejsce        | Pkt. |
| ---- | ------- | ---------------------------------------------------------- | ---- | ------------------------------- | ---- | ----------------- | ---- |
| 1998 | 13      | Van Hool T9 Acron                                          | 46   | Neoplan Starliner (I generacja) | 41   | Setra S 315 GT    | 22   |
| 2000 |         | Neoplan Starliner S 516 SHD L                              | 54   | Irizar Century 13,7             | 44   | Setra S 319 GT-HD | 39   |
| 2002 |         | Setra S 415 HDH                                            | 44   | Bova Magiq                      | 35   | Berkhof Axial     | 17   |
| 2004 | 14      | MAN Lion's Star Irizar PB (podwozie Scania K124EB4X2 420). | 43   | Solaris Vacanza 12 Volvo 9700   | 29   | Hispano Divo      | 12   |
| 2006 | 14      | Neoplan Starliner II N5218 SHD L (II generacja).           | –    |                                 | –    |                   | –    |
| 2008 | 17      | Volvo 9700 Prestige                                        | –    |                                 | –    |                   | –    |
| 2010 | 17      | Mercedes-Benz Travego M (III generacja)                    | –    | Neoplan Cityliner               | –    |                   | –    |
| 2012 | 19      | VDL Futura FHD2-129/410                                    | –    |                                 | –    |                   | –    |
| 2014 | 19      | Setra S 515 HD                                             | –    |                                 | –    |                   | –    |
| 2016 | 22      | Iveco Magelys                                              | –    |                                 | –    |                   | –    |
| 2018 | 22      | Irizar i8                                                  | –    |                                 | –    |                   | –    |
| 2020 | 22      | MAN Lion’s Coach C                                         | –    |                                 | –    |                   | –    |